# Silver Star Mountain Resort
Silver Star Mountain Resort är en vintersportort, belägen 22 kilometer nordöst om Vernon i British Columbia i Kanada. Här har bland annat deltävlingar vid världscupen i längdskidåkning avgjorts.

### Fotnoter
1. ↑  ”Resultat Silver Star 1991-1992” (på engelska). Eurosport. 8-9 december 1991. Arkiverad från originalet den 22 februari 2014. https://web.archive.org/web/20140222164307/http://www.eurosport.se/langdakning/silverstar/1991-1992/calendar-result_gnd1.shtml. Läst 8 februari 2014.